# The Bye Bye Man
Pour plus de détails, voir Fiche technique et Distribution.
The Bye Bye Man ou Ne dis rien au Québec est un film d'horreur américain réalisé par Stacy Title, sorti en 2017.

## Synopsis
Elliot, sa petite amie Sasha et leur ami John s'installent dans une maison abandonnée près de leur campus et libèrent par mégarde une entité surnaturelle, le Bye Bye Man. Sa particularité est de hanter ceux qui prononcent son nom. Le seul moyen d'échapper à sa malédiction est le suivant : ne pas le dire, ne pas y penser. 

## Fiche technique
- Titre original et français : The Bye Bye Man
- Titre québécois : Ne dis rien
- Réalisation : Stacy Title
- Scénario : Jonathan Penner, d'après la nouvelle The Bridge to Body Island de Robert Damon Schneck
- Direction artistique : Jason Garner
- Décors : Jim Warren
- Costumes : Leah Butler
- Photographie : James Kniest
- Montage : Ken Blackwell
- Musique : The Newton Brothers
- Production : Simon Horsman, Trevor Macy, Jeffrey Soros, Seth William Meier et Melinda Nishioka
- Sociétés de production : STX Entertainment, Los Angeles Media Fund, Tang Media Productions et Intrepid Pictures
- Sociétés de distribution : STX Entertainment (États-Unis), VVS Films (Canada), Metropolitan FilmExport (France)
- Pays d'origine :  États-Unis
- Langue originale : anglais
- Genres : horreur, fantastique
- Durée : 96 minutes
- Dates de sortie :
  - États-Unis : 13 janvier 2017
  - France : 6 juin 2017 (directement en vidéo)

## Distribution
- Douglas Smith (VQ : Gabriel Lessard) : Elliot
- Lucien Laviscount (VQ : Nicholas Savard L'Herbier) : John
- Cressida Bonas (VQ : Mylène Mackay) : Sasha
- Doug Jones : The Bye Bye Man
- Carrie-Anne Moss (VQ : Nathalie Coupal) : Détective Shaw
- Faye Dunaway (VQ : Diane Arcand) : la veuve Redmon
  - Keelin Woodell : la veuve Redmon jeune
- Michael Trucco (VQ : Frédéric Millaire-Zouvi) : Virgil
- Cleo King (VQ : Johanne Léveillé) : Mrs. Watkins
- Jenna Kanell (VQ : Aurélie Morgane) : Kim
- Erica Tremblay : Alice
- Leigh Whannell (VQ : Antoine Durand) : Larry
- Lara Knox : Jane
- Jonathan Penner : Mr. Daizy
- Nicholas Sadler : professeur Cooper
- Martha Hackett : Giselle
- Ava Penner : Anna
- Andrew Gorell : Rick